# 绪方亚香里
绪方亚香里（日语：／ Ogata Akari，1990年9月24日—），日本女子柔道运动员。她曾代表日本参加2010年亚洲运动会柔道比赛，获得一枚银牌。她也曾参加2012年夏季奥林匹克运动会。